# 伊藤出羽掾
伊藤 出羽掾（いとう でわのじょう、生没年不詳）は、江戸時代前期に活躍した浄瑠璃太夫である。

## 経歴・人物
大坂（現在の大阪市）の道頓堀で古浄瑠璃を学ぶ。後に同地で人形浄瑠璃出羽座を興し、劇場を開園した。これによって、1658年（明暦4年）に出羽掾を受領され、藤原信勝という通称をもらった。
寛文から延宝にかけて、勇敢な概念の金平浄瑠璃やそれとは対照的な哀愁の概念の説経浄瑠璃を多く上演した。後にこれらの作品にからくり人形を取り入れる等些細な技法を使った璃を上演し、当時同じく大坂で活躍していた井上播磨掾と共に、上方浄瑠璃における大成者となった。

## 主な弟子
- 山本土佐掾
- 初代岡本文弥
- 山本飛騨掾 - 人形遣い。

## 演じた作品

### 金平浄瑠璃
- 『天狗羽討』
- 『頼光蜘蛛切』

### 説経浄瑠璃
- 『よこそねの平太郎』
- 『阿弥陀本地』
- 『中将姫御本地』

等。